# Air ball
Pour le jeu vidéo, voir Airball (jeu vidéo).

Au basket-ball, un air ball (en français : « balle en l'air ») désigne un tir manqué qui ne touche aucun élément du panier : ni l'arceau, ni le panneau. L'horloge des 24 secondes n'est pas réinitialisée. 
Le fait de réaliser un air ball est fréquemment considéré comme humiliant. Ce sont généralement les intérieurs, moins précis au tir, qui en commettent le plus. Certains ont même réalisé des air balls lors de lancers francs, comme Andre Drummond, Tony Parker, DeAndre Jordan ou encore Russell Westbrook, Giánnis Antetokoúnmpo, Kyle Kuzma[références nécessaires]. Blake Griffin en enchaîne même deux, le 14 mars 2012, contre les Hawks d'Atlanta.

## Origines
Le terme aurait été inventé par les Cameron Crazies, un groupe de supporters de l'équipe de basketball de l'université Duke (les Blue Devils). Certains ont évoqué la date du 24 février 1979 comme la première occurrence du terme air ball, lors d'un match entre ces derniers et l'équipe de l'université de Caroline du Nord à Chapel Hill (les Tar Heels). Lors de cette rencontre durant laquelle les Tar Heels ne parvenaient pas à approcher du panier pour tirer, Rich Yonakor (en) tenta un tir depuis le milieu du terrain et n'atteignit pas le panier. La foule de supporters de Duke a alors entonné « air ball » en chœur. 
Lorsqu'un joueur réalise un air ball en match, le public soutenant l'équipe adverse répète souvent « air ball » pour le déstabiliser. Depuis les années 1990, le public le répète à chaque fois que le tireur en question touche à nouveau la balle. Ce chant est aujourd'hui l'un des plus populaires du basket-ball universitaire américain. 
Toutefois, si la rencontre entre Duke et les Tar Heels a pu rendre la formule populaire, le terme aurait été inventé quelques années plus tôt. Le commentateur Keith Jackson a prononcé le terme à cinq reprises durant le troisième quart-temps du cinquième match des finales NBA 1972, qui ont opposé les Lakers de Los Angeles aux Knicks de New York : « Gail Goodrich a failli perdre la balle au profit d'Earl Monroe. Il tire. Trop court. Air ball. Frazier au rebond. Mauvais tir de la part de Goodrich. »
L'Oxford English Dictionary mentionne l'occurrence du terme dans un article d'un journal californien paru le 29 janvier 1967. 